# Ozero Lipno (sjö i Belarus, lat 54,95, long 29,84)
Ozero Lipno (ryska: Озеро Липно) är en sjö i Belarus.   Den ligger i voblasten Vitsebsks voblast, i den nordöstra delen av landet, 190 km nordost om huvudstaden Minsk. Ozero Lipno ligger 131 meter över havet. Arean är 0,96 kvadratkilometer. Den sträcker sig 3,2 kilometer i nord-sydlig riktning, och 2,4 kilometer i öst-västlig riktning.
Omgivningarna runt Ozero Lipno är en mosaik av jordbruksmark och naturlig växtlighet. Runt Ozero Lipno är det glesbefolkat, med 16 invånare per kvadratkilometer.